# سفارة البرتغال في المملكة المتحدة
سفارة البرتغال في المملكة المتحدة هي أرفع تمثيل دبلوماسي لدولة البرتغال لدى المملكة المتحدة. تقع السفارة في لندن وهي تهدف لتعزيز المصالح البرتغالية في المملكة المتحدة.

## وصلات خارجية
- الموقع الرسمي
- قائمة سفارات البرتغال
- قائمة السفارات في المملكة المتحدة